# Хартиган, Грейс
Грейс Хартиган (англ. Grace Hartigan, полное имя Grace George Hartigan; 1922—2008) — американская художница абстрактного экспрессионизма, член Нью-Йоркской школы, также педагог.

## Биография
Родилась 28 марта 1922 года в Ньюарке, штат Нью-Джерси, в семье ирландско-английского происхождения, где была старшим из четырёх детей. Отец и бабушка часто пели Грейс песни и рассказывали разные истории. В девятнадцать лет девушка вышла замуж за Роберта Яхенса (Robert Jachens). Вместе с мужем планировали переезд на Аляску, где молодая пара намеревалась жить в качестве пионеров, но оказались в Калифорнии, где Грейс при поддержке своего мужа начала рисовать. В 1942 году, во время Второй мировой войны, её муж был призван в армию и Хартиган вернулась в Нью-Джерси, где начала изучать техническое черчение в ньюаркском колледже New Jersey Institute of Technology. Чтобы содержать себя и своего сына, она одновременно работала чертежником на авиационном заводе. В это же время она училась живописи у Исаака Мьюза (Isaac Lane Muse). Через него она познакомилась с творчеством Анри Матисса и Кимона Николаидеса, что повлияло на её последующую работу в качестве художника. О своём увлечении живописью Грейс Хартиган сказала: «Я не выбирала живопись. Она выбрала меня. У меня не было никакого таланта. У меня просто был гений» («I didn’t choose painting. It chose me. I didn’t have any talent. I just had genius»).
В 1945 году Хартиган переехала в Нью-Йорк и вскоре вошла в художественное сообщество города. Среди её друзей были Джексон Поллок, Ларри Риверс, Элен Франкенталер, Виллем де Кунинг и Элен де Кунинг, Фрэнк О’Хара, Нокс Мартин и многие другие художники, а также поэты и писатели. Тем самым она стала частью Нью-Йоркской школы художников и живописцев, которая существовала в 1940—1950-х годах. Художница была выбрана Клементом Гринбергом и Мейером Шапиро для выставки «New Talent» в нью-йоркской галерее Koontz Gallery в Нью-Йорке в 1950 году. Она часто считалась «абстрактным экспрессионистом второго поколения», находясь под сильным влиянием своих коллег того времени. Начиная с начала 1950-х годов Хартиган начала включать в свои картины более узнаваемые мотивы и характеры. Также в течение этого времени она иногда выставлялась под именем Джордж Хартиган.
В начале 1950-х годов Грейс Хартиган начала фигурально писать с картин старых мастеров. Клемент Гринберг, влиятельный Нью-Йоркский искусствовед, поддерживал работы Хартигана по абстрактному экспрессионизму, но выступал против её фигуральной живописи. Это противоречие привел к их разрыву. В 1949 году художница арендовала студию на Гранд-стрит в Нижнем Манхэттене. Вдохновленная витринами многочисленных свадебных магазинов, Хартиган, с уже двумя неудачными браками, начала рисовать группы манекенов, одетых в свадебные платья. Некоторые из этих работ привлекли внимание критиков и коллекционеров, создав ей хорошую репутацию. В ноябре 1952 года Хартиган и её близкий друг Фрэнк О’Хара начали совместный проект с названием «Oranges». В конце 1950-х годов Грейс Хартиган достигла высокого уровня своих произведений. В 1956 году её работы были включены в выставку «12 Americans» в Музее современного искусства в Нью-Йорке, а также в передвижную выставку «The New American Painting», которая путешествовала по всей Европе с 1958 по 1959 год. Она получила значительное освещение в прессе, поскольку была одной из немногих женщин в то время, имеющих такой уровень влияния.
В 1960-х годах её работы изменилась — она начала создавать более прозрачные картины и акварельные коллажи. В 1965 году Хартиган была назначена директором художественной школы Hoffberger School of Painting в институте Maryland Institute College of Art, где работала до конца жизни. В течение своей творческой карьеры она писала абстрактные композиции, посвященные смерти друзей и членов её семьи, в том числе Марты Джексон, Франца Клайна, Фрэнка О’Хары, её отца и мужа Уинстона Прайса.
В течение 1970-х годов самым близким другом художницы стал Филип Густон — их работы имели много общего, что соответствовало их мыслям и чувствам. В это десятилетие она продолжала также дружбу с искусствоведом Гарольдом Розенбергом, с которым переписывалась с 1950-х годов. В 1980-х годах Грейс Хартиган вернулась к некоторым образным темам, которые были частью её работы в начале её карьеры — бумажные куклы, святые, мученики, оперные певцы и королевы были сюжетами некоторых её работ в это время. В эти же годы художница боролась со своим недугом — алкоголизмом. В 1992 году она провела персональную выставку в галерее ACA Galleries в Нью-Йорке. В 1993 году её произведения были включены в выставку «Hand-Painted Pop» в Музее американского искусства Уитни.
Умерла от печёночной недостаточности 15 ноября 2008 года в Балтиморе, штат Мэриленд. Её тело было кремировано, место захоронения неизвестно.
Работы Грейс Хартиган находятся во многих частных коллекциях и музеях США, в том числе в Нью-Йоркском музее современного искусства, Смитсоновском музее американского искусства, Музее Соломона Гуггенхейма и других.

### Личная жизнь
Грейс Хартиган вышла замуж за Роберта Джексенса (Robert Jachens) в 1941 году и имела от него одного сына, родившегося в 1942 году. Супруги развелись в 1947 году.
Художник Гарри Джексон был вторым мужем Хартиган — они поженились в 1949 году, однако расторгли брак в 1950 году.
В третий раз Грейс Хартиган вышла замуж за владельца художественной галереи на Лонг-Айленде — Роберта Кина (Robert Keene) в 1958 году; они развелись в 1960 году.
В 1959 году художница встретилась Уинстоном Прайсом (Winston Price), ученым-исследователем из Университет Джонса Хопкинса, за которого вышла замуж в 1960 году, и пережила его — Прайс умер после десятилетнего психического и физического расстройства в 1981 году, вызванного введением ему экспериментальной вакцины против энцефалита, которая вызвала у него спинальный менингит.
После смерти Уинстона Прайса, Грейс Хартинг воссоединилась в 1966 году с Фрэнком О’Харой, с которым поссорилась и не разговаривали в течение шести лет. В 1970-х годах художницу связывала тесная дружба с Филипом Густоном.